# Chiesa di Santa Maria dell'Orto

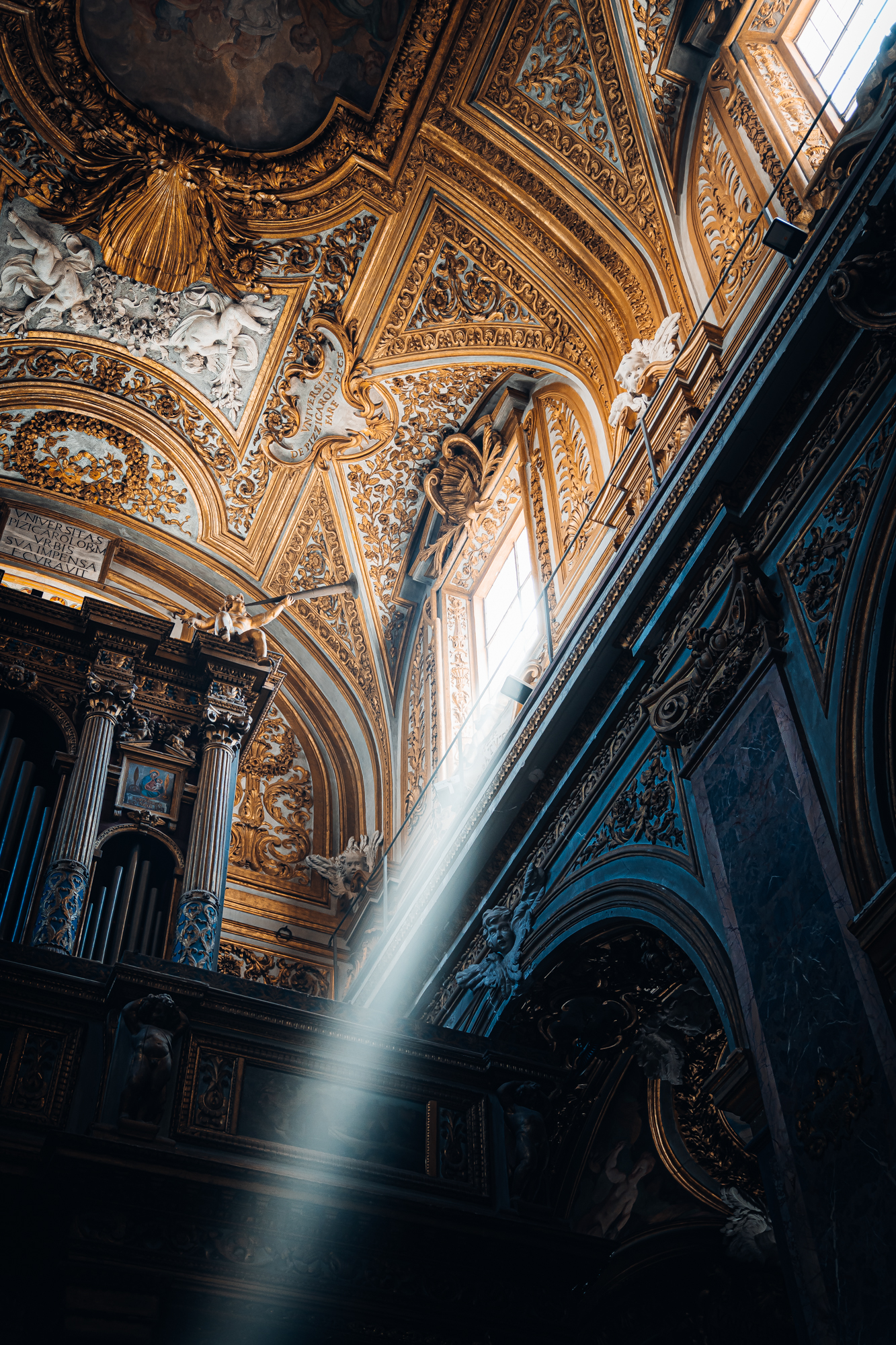
Interno della chiesa dalla parte dell'organo

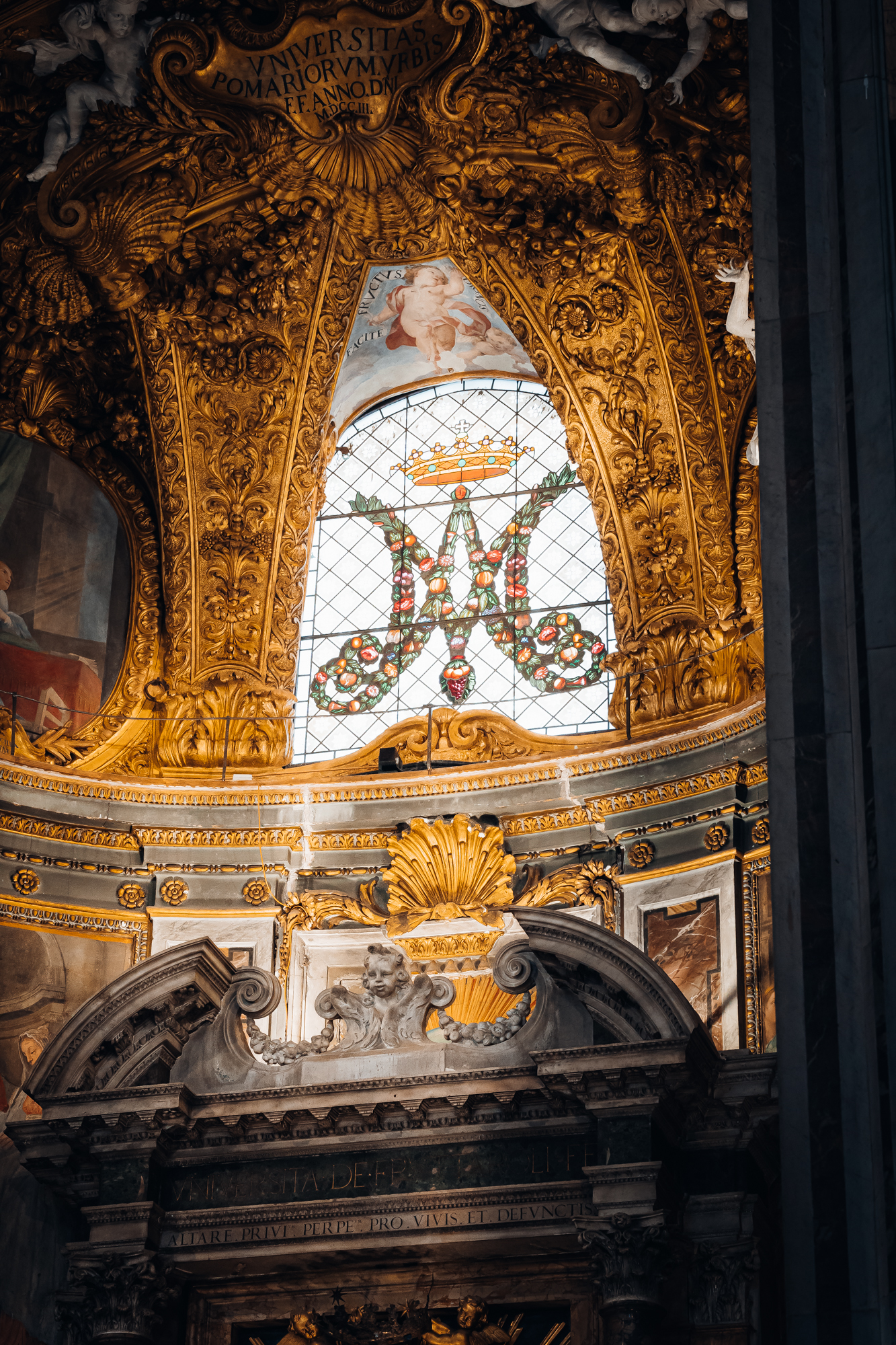
Particolare del rosone frontale

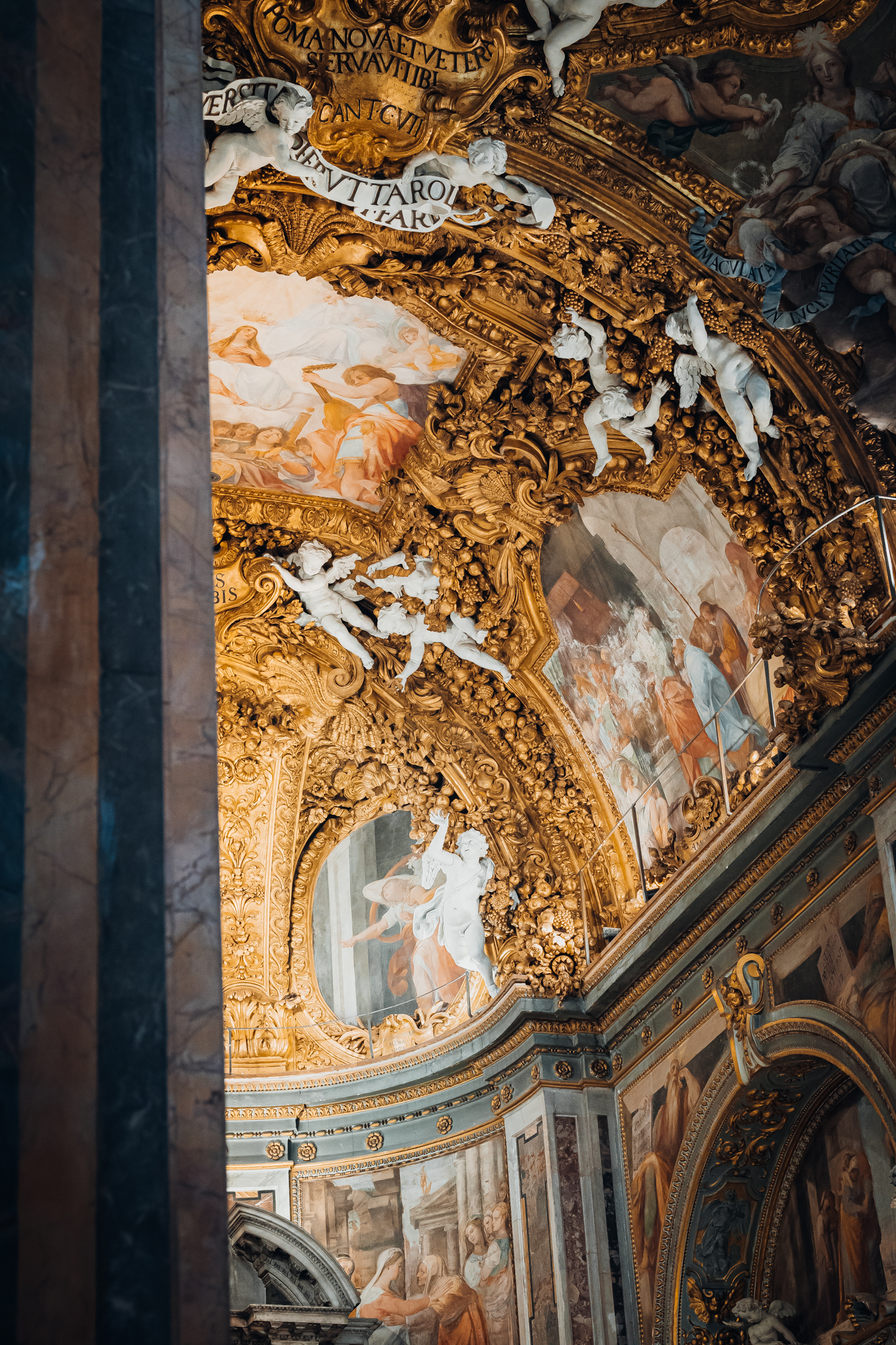
Particolare di una navata

La chiesa di Santa Maria dell'Orto è una chiesa di Roma, nel rione Trastevere, all'incrocio fra Via Anicia e Via Madonna dell'Orto. È stata la chiesa nazionale dei Giapponesi a Roma fino al 2009.

## Storia
L'area su cui sorge è al centro di quelli che fin dal 508 circa a.C. furono i prata Mutia o campi di Muzio, ossia i terreni su cui si era accampato il re etrusco Porsenna e che il Senato romano donò poi a Muzio Scevola quale segno della riconoscenza di Roma per il suo eroico gesto.
La chiesa deve la sua origine ad un miracolo che si sarebbe verificato alla fine del Quattrocento (probabilmente intorno al 1488) ed ebbe grande risonanza in tutto il rione: un contadino ammalato (la tradizione orale parla di una grave forma di paresi) ottenne infatti la guarigione dopo aver pregato un'immagine della Madonna dipinta accanto al portale di accesso al suo orto. Ne nacque una devozione popolare per l'immagine e fu eretta una prima piccola cappella votiva e quindi una vera chiesa più grande, i cui arredi e spese per il culto furono forniti da dodici associazioni professionali dette "università". Nel 1492 papa Alessandro VI concesse l'istituzione di una confraternita, e con Breve del 20 marzo 1588 papa Sisto V la decretò Arciconfraternita, conferendole altresì il raro privilegio di poter chiedere ogni anno - in occasione della Festa titolare - la liberazione di un condannato a morte.
Poiché la dignità di Arciconfraternita conferiva la facoltà di aggregare a sé altre Confraternite ovunque erette nel mondo, nell'anno giubilare 1600 - con strumento notarile in data 30 aprile - le fu aggregata la Confraternita dell'Oratorio di Nostra Signora di Castello fondata a Savona nel 1260.
La Madonna dell'Orto, incoronata dal Capitolo Vaticano nel 1657 compare nella raccolta della fine del Settecento dell'incisore romano Pietro Bombelli. Si conservano opere dei fratelli Federico e Taddeo Zuccari, di Corrado Giaquinto e di Giovanni Baglione.
La chiesa è ancor oggi custodita dall'Arciconfraternita di S. Maria dell'Orto che, per anzianità di istituzione pontificia, tra quelle ancora attive in Roma è la più antica dedicata alla Beata Vergine e tra le prime in assoluto.
In occasione del Giubileo del 1825 la chiesa fu decorata anche del titolo di Venerabile.

### Il porto, le "Università" e la Confraternita
La zona in cui la chiesa sorge era - e rimase fino alla fine dell'800 - ad uso agricolo e di commercio, soprattutto all'ingrosso. Posta ai margini delle mura, non lontano dalla Porta Portese e nei pressi del porto di Ripa Grande, aveva un notevole rilievo commerciale, e la chiesa divenne il punto di riferimento delle associazioni professionali legate al rifornimento alimentare della città e dei navigli che - via Tevere - arrivavano e partivano da Ostia: non solo i produttori e i commercianti di derrate, quindi, ma anche gli intermediari e i fornitori di servizi.
L'Arciconfraternita, aperta anche alle donne, riuniva infatti ben 13 "Università" (le associazioni di mestiere che erano l'equivalente romano delle corporazioni), la cui lista rende bene l'idea della rilevanza economica della zona. Ne facevano parte, infatti:
- gli Ortolani e Pizzicaroli, fondatori;
- i Fruttaroli;
- i Sensali di Ripa, mediatori dei commerci locali;
- i Molinari - e si capisce, data l'importanza dei mulini sul Tevere nel rifornimento di farine;
- i Vermicellari, produttori di paste alimentari;
- i Pollaroli;
- gli Scarpinelli (ciabattini);
- i Vignaioli;
- e i "giovani", garzoni e lavoranti di diverse università.

(Il termine università derivava dal latino universitas - che significava "unione, associazione" - ma qui inteso nel senso più specifico di "aggregazione di tutti coloro che praticano la stessa attività").

## Descrizione

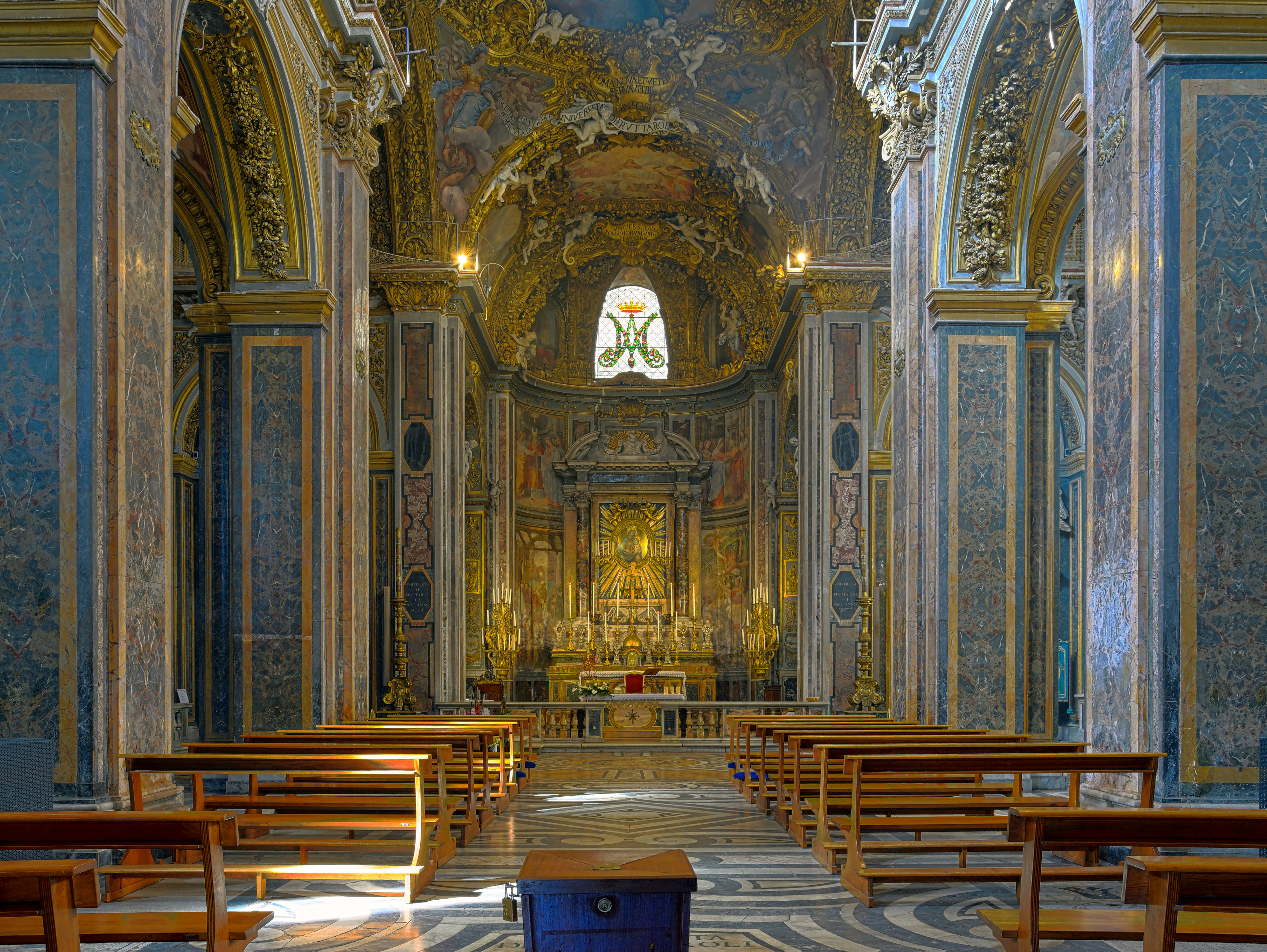
L'interno in stile barocco.

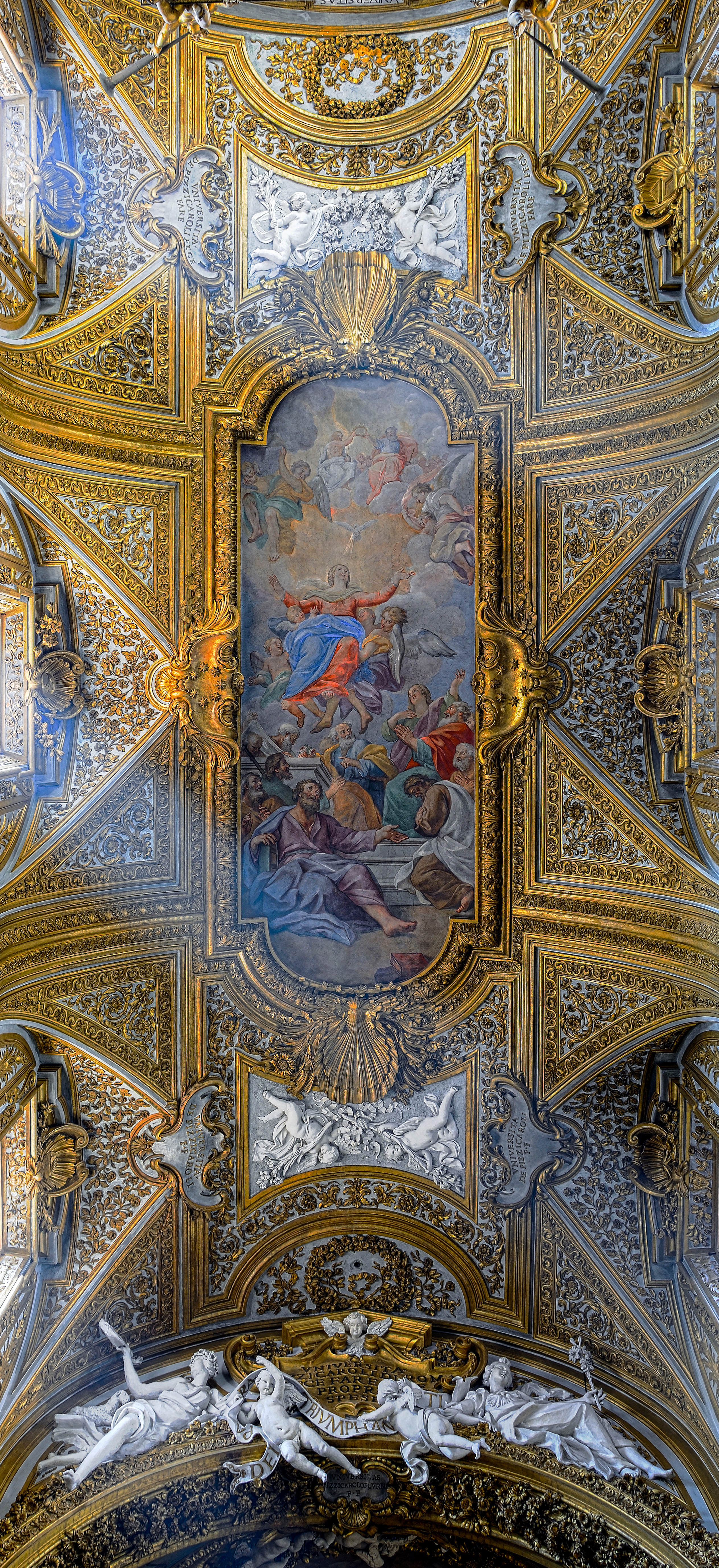
La volta affrescata e stuccata.

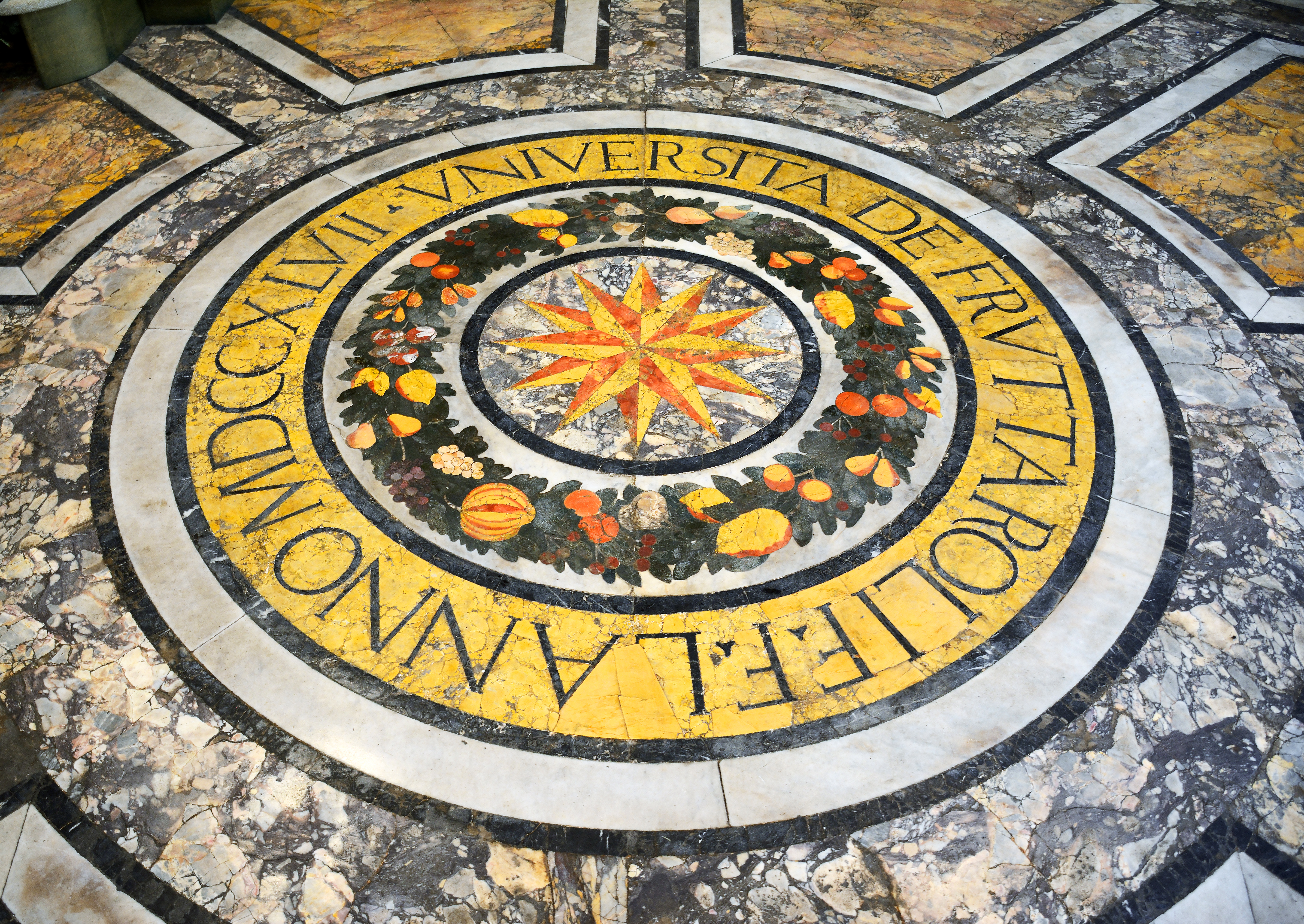
Lapide di intitolazione dell'Università dei Fruttaroli (1747).

Iniziata nel 1489 da un ignoto architetto, la chiesa fu completata nel 1567. Essa presenta una facciata attribuita al Vignola, ma alcuni la attribuiscono a Martino Longhi il vecchio, mentre l'interno si deve a Guidetto Guidetti, rinomato allievo di Michelangelo, il quale trasformò il progetto originario a croce greca (quattro absidi) nell'impianto a croce latina e tre navate terminanti in un transetto.
La chiesa consta di tre cappelle per lato: esse sono la Cappella dell'Annunciazione, di Santa Caterina d'Alessandria, e dei Santi Bartolomeo, Giacomo e Vittoria nella navata destra, e di San Sebastiano, di San Giovanni Battista e dei Santi Ambrogio e Carlo Borromeo nella navata sinistra.
La controfacciata è tripartita dalle navate: nella parte centrale ospita una cantoria con un organo, che invece nella balaustra ha dei pannelli raffiguranti dei molini, mentre nelle parti laterali vi sono due affreschi raffiguranti a sinistra L'adorazione dei pastori e a destra Il sogno di San Giuseppe, entrambi di Giuseppe ed Andrea Orazi. Sia a sinistra che a destra vi sono un confessionale ligneo per lato, mentre sul lato sinistro è presente anche un'acquasantiera marmorea del XV secolo.
Nelle volte della navata destra vi sono tre affreschi di F. e A. Orazi, ovvero La Gloria di Maria, La Gloria di Santa Caterina e La Gloria di San Bartolomeo, mentre nelle volte della navata sinistra vi sono degli affreschi di Giovanni Battista Parodi, ovvero La Gloria di San Sebastiano, La Gloria di San Giovanni Battista e La Gloria di San Carlo Borromeo. Infine, la volta della navata centrale è decorata da un affresco di Giacinto Calandrucci raffigurante L'assunzione di Maria circondato da stucchi di Camillo Rusconi.
Nel transetto vi sono, da destra verso sinistra:
- Nella parte destra:
  - La cappella del Santissimo Crocifisso, con un crocifisso ligneo del XVII secolo e delle "Storie della Passione" di Nicola Trometta nelle pareti.
  - Nel sotto-arco del transetto l'affresco di G. Calandrucci "la resurrezione di Cristo" del 1703 con coppie di angeli e dei simboli della passione.
  - Portale ligneo di accesso all'Aula del Vestiario, in alto vi è un dipinto di Andrea Procaccini raffigurante "la discesa dello Spirito Santo", del 1704, con degli angeli in stucco realizzati da Leonardo Retti
- nel centro del transetto all'incrocio con la navata centrale e la zona absidale vi sono:
  - nella volta vi è un affresco raffigurante l'"Immacolata concezione" di G. e A. Orazi del 1703, con degli stucchi disegnati da L. Barattone;
  - il pavimento vi è un mosaico in marmo intarsiati del 1747.
- Nella parte sinistra:
  - Nel sotto-arco del transetto la "Gloria di San Francesco" di Mario Garzi del XVII secolo;
  - La cappella di San Francesco con altare con una statua del santo risalente al XVII secolo, mentre nelle pareti vi sono delle scene di vita del santo del Trometta:
  - Portale di accesso alla sagrestia, in alto vi è un dipinto raffigurante l'"incontro tra San Gioacchino e Sant'Anna" di A. Procaccini risalente al 1704, degli angeli realizzati in stucco sono del Retti.

Nella zona absidale vi sono:
- nella volta absidale: "Morte, assunzione e incoronazione di Maria" di G. Baglione, del 1598;
- nella parete di sinistra:
  - una lunetta di G. Baglione che raffigura un angelo che esorta la sacra famiglia a fuggire in Egitto con due profeti del 1598;
  - in basso dei dipinti raffiguranti "La presentazione al Tempio" e l'"Annuncio a San Giuseppe" entrambi di G. Baglione e del 1598.
- nella parete di destra:
  - una lunetta di G. Baglione raffigurante Sant'Anna e San Gioacchino con due profeti del 1598;
  - in basso un dipinto di G. Baglione raffigurante la "Nascita di Maria" del 1598, la parasta davanti alla balaustra vi è una grottesca del XVII secolo.
- nell'abside:
  - l'altare maggiore di Giacomo Della Porta del XVI secolo, restaurato nel XVIII secolo da Gabriele Valvassori;
  - affreschi di Federico e Taddeo Zuccari raffiguranti la storia della vita di Santa Maria.[7]

## Culto religioso
Il culto è celebrato la domenica e le altre feste di precetto alle ore 11:00.

### Celebrazioni

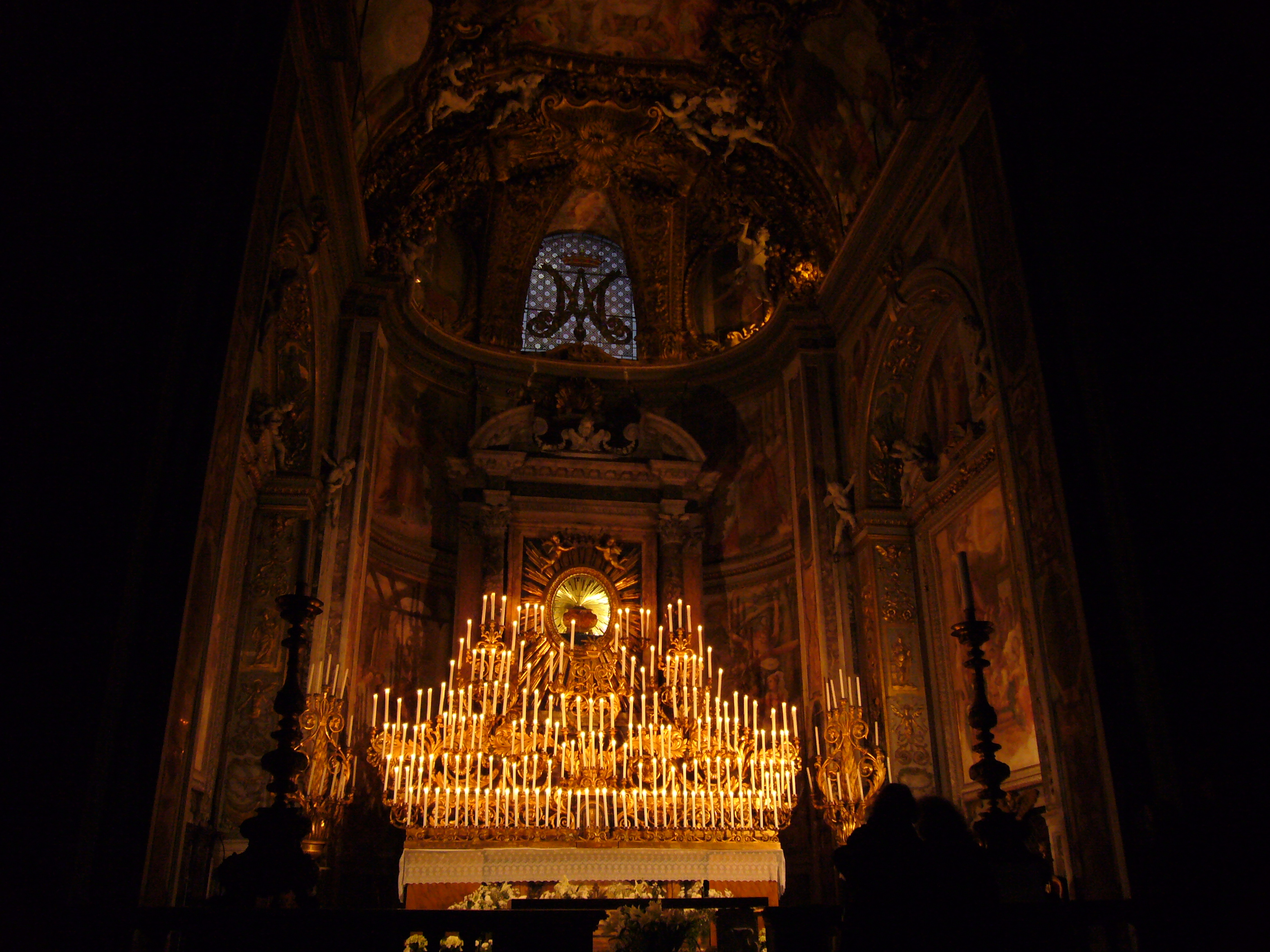
La macchina delle 40'ore (2008)

La sera del Giovedì santo viene allestita la monumentale "Macchina delle Quarant'Ore", il tradizionale "Sepolcro", una struttura ottocentesca (su disegno però seicentesco) di legno intagliato a motivi floreali e dorato sulla quale vengono collocate oltre duecento candele che illuminano la mistica penombra. Dopo l'esposizione del 2019 non è più stata installata, come da comunicato ufficiale sul sito web dell'Arciconfraternita che ne comunica la cessazione. È stata fra le ultime strutture del genere ancora allestita in Italia, insieme a quella della Basilica di San Domenico Maggiore a Napoli.
La Festa Titolare di Maria SS. dell'Orto è fissata alla terza domenica di ottobre. Nel corso della suggestiva cerimonia vengono distribuite ai fedeli le mele benedette, sia in ricordo dell'antica corporazione dei Fruttaroli che tanto contribuì alla ricchezza artistica della chiesa, sia per un motivo devozionale: il capofamiglia, a tavola, dividerà il frutto in tanti spicchi per quanti sono i familiari, per significare l'unità nella diversità del corpo mistico della Chiesa, secondo l'insegnamento di San Paolo (I Cor. – XII, 12).

### Devozione mariana
La chiesa non è semplicemente un sacro edificio dedicato alla Beata Vergine, ma un vero e proprio santuario mariano, ricco di precisi simbolismi. Le storie di Maria sono narrate attraverso un programma iconografico monografico di opere d'arte collocate progressivamente dal basso verso l'alto, ovvero dal pavimento fino alla volta, dall'Annunciazione fino all'Assunzione e Incoronazione celeste.
Le stesse finestre della navata centrale, tre per lato, rappresentano metaforicamente Maria portatrice di luce, e per questo ognuna di esse è cimata da un festone e una conchiglia di stucco dorato. Queste decorazioni sono accompagnate da motti o simboli: entrando, sul lato destro sono una porta e la scritta Felix cœli porta, il Sole e una stadera, e una stella e la scritta Maris stella, mentre sul lato sinistro una torre e la scritta Iter para tutum, la Luna una stadera, e un'arca e la scritta Fœderis arca in basso. La Torre, l'Arca, la Porta e la Stella sono altrettanti attributi che si ritrovano nelle Litanie Lauretane, i motti sottostanti – a parte il Fœderis arca – sono ripresi dai versi dell'inno mariano Ave Maris Stella, mentre Sole e Luna sono riferimenti ai «grandi luminari del firmamento» da Genesi I, 14 e seguenti, nonché al diffuso simbolismo teologico della Chiesa per cui Maria è la Luna che riflette la luce del Sole, che è Cristo. Le finestre di centro non recano scritte, ma solo una stadera, in quanto emblema discreto dell'Università mestierale dei Pizzicaroli che finanziò gli stucchi. Conchiglie e altre simboli mariani sono distribuiti nelle decorazioni di tutto l'edificio.

### Chiesa nazionale del Giappone

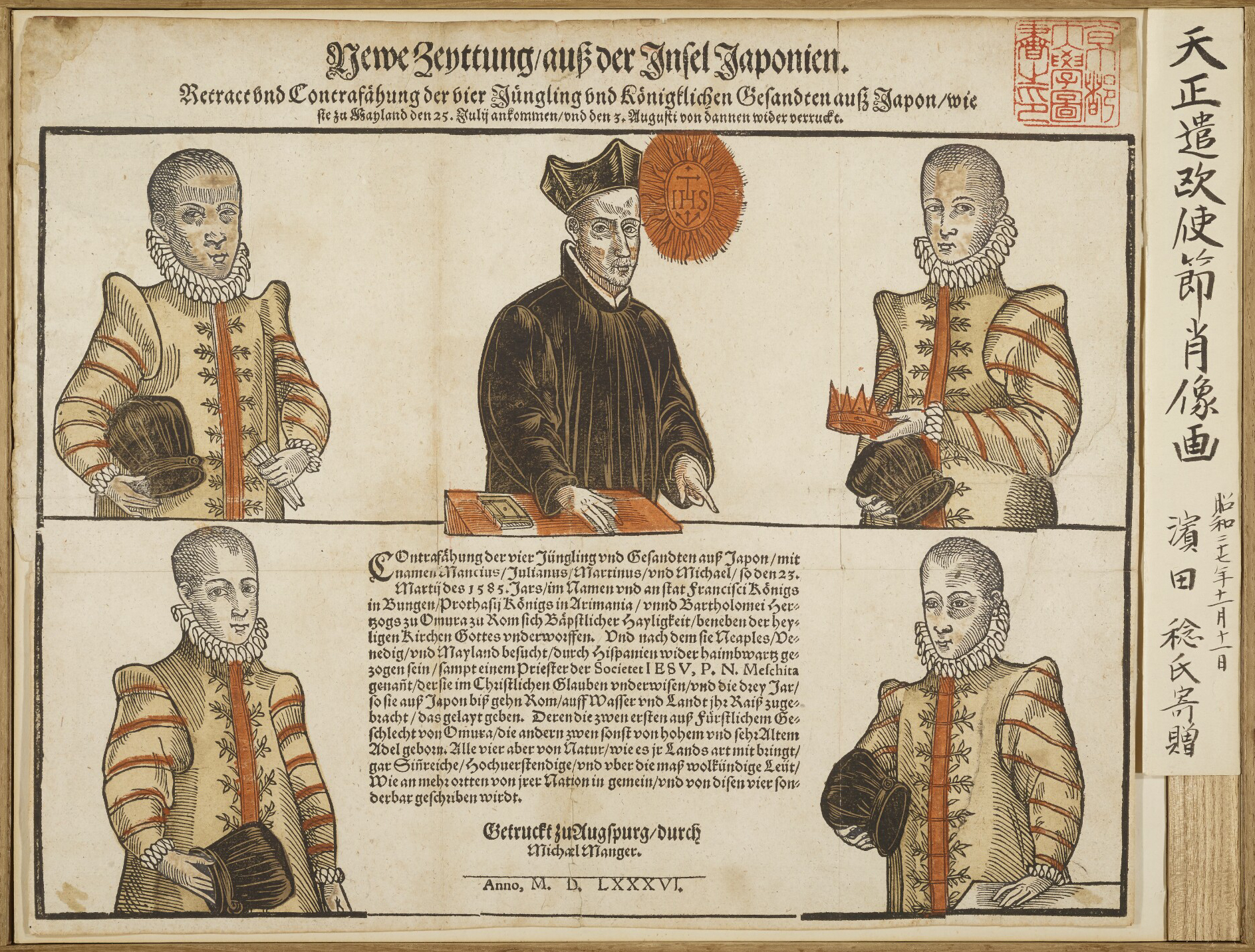
La delegazione giapponese; il primo in alto a sinistra è Julião Nakaura.

Il rapporto fra la comunità giapponese di Roma e la chiesa nasce in antico. Una missione giapponese composta da quattro dignitari era giunta a Roma, nel 1585, per incontrare il Papa: una delle feste date in onore degli ospiti venuti da così lontano si è svolta l'8 giugno di quell'anno e consisteva nella discesa del fiume Tevere dal porto di Ripa Grande a Ostia su una nave riccamente imbandita con banchetti allietati da musicisti, ma una volta giunti al mare si leva una tempesta e tutti temono per la vita. I delegati giapponesi pregano allora la Madonna dell'Orto, la cui chiesa avevano visitato poco prima di partire, e la tempesta si placa.
A celebrazione dell'evento miracoloso nasce l'uso di una messa cantata in occasione dell'anniversario l'8 giugno, cui intervenivano i rappresentanti dell'ambasciata del Giappone presso la Santa Sede e della comunità giapponese a Roma. Dal 2007, tuttavia, per motivi di migliore visibilità, l'evento viene commemorato nel corso della Festa Titolare, in ottobre. L'Ambasciatore pro tempore del Giappone presso la Santa Sede viene tradizionalmente insignito della dignità di Guardiano d'Onore del sodalizio.
Nel mese di ottobre 2009 è stato collocato in chiesa, per la venerazione dei fedeli, un ritratto di Giuliano Nakaura - uno di quei quattro ambasciatori, morto martire nel 1633 e beatificato nel 2008 - dipinto dalla pittrice giapponese Kazuko Mimaki (三牧樺ず子?).

## La chiesa nel cinema
L'aspetto maestoso della chiesa l'ha resa un set cinematografico per molti film.
- 1945: Roma città aperta di Roberto Rossellini; è la chiesa in cui officia il parroco interpretato da Aldo Fabrizi (solo gli interni, gli esterni sono invece della Chiesa di Sant'Elena a Ponte Casilino
- 1954: La Romana di Luigi Zampa
- 1954: Tempi nostri - Zibaldone n. 2 di Alessandro Blasetti
- 1955: Lo scapolo di Antonio Pietrangeli; vi si svolge la scena del matrimonio del personaggio interpretato da Alberto Sordi
- 1963: I 4 tassisti di Giorgio Bianchi; episodio Lo sposo
- 1963: I mostri di Dino Risi; episodio Presa dalla vita
- 1964: Se permettete parliamo di donne di Ettore Scola; quarto episodio
- 2008: Il papà di Giovanna di Pupi Avati